# Араљск
Араљск или Арал (каз. Арал, рус. Аральск) је градић у северозападном Казахстану, у региону Кизилорда. Има око 39.000 становника.
То је некада била важна рибарска лука на Аралском мору. Откада су реке притоке Аралског мора скренуте 1960-их и употребљене за наводњавање, море се повукло и данас је удаљено 12 километара од Араљска. До изградње бране 2005. Араљск је био удаљен 100 километара од мора, а експерти се надају да ће се у будућности море још више приближити граду. 
Због лоших економских прилика, незапосленост је велика, а број становника је у сталном паду.